# Парфёново (Алтайский край)
Парфёново — село в Топчихинском районе Алтайского края России. Административный центр Парфёновского сельсовета.

## Географическое положение и природные условия
Село Парфёново расположено в северо-восточной части Приобского плато.

## История

Парфёново. Мемориал павшим

Село Парфёново одно из самых старых сёл Топчихинского района. Основано в 1750 году. На протяжении своей долгой истории называлось оно по-разному — Парфёновское зимовье, Парфёновский станец, Парша, Парфёнова, Парфёновское. По данным переписи населения в 1859 году в деревне Парфёново зимовье числилось 160 человек(81—мужчины и 79—женщины) проживавших в 24 дворах.. После отмены крепостного права  и особенно в конце XIX века количество населения быстро росло за счет переселенцев из губерний европейской России. Так уже к 1893 году в селе Парфёновском, а после постройки православной церкви это уже было село, проживал 1941 человек (933— мужчины, 1008—женщины) в 225 дворах. В селе имелись питейное заведение и винный оптовый склад.
По переписным данным 1899 года в селе Парфёнове Боровской волости Барнаульского уезда Томской губернии в 399 дворах проживало 2903 человек (1474 мужчин и 1429 женщин). Помимо православного храма и питейного заведения в селе уже были: церковно-приходская школа, подготовительная школа, две мануфактурные лавки и одна мелочная.
В 1928 г. состояло из 922 хозяйства, основное население — русские. Центр Парфёновского сельсовета Алейского района Барнаульского округа Сибирского края.
В 1935—1963 годах Парфёново было центром Парфёновского района.
В селе родился Герой Советского Союза Демьян Маматов.

Парфёново

## Население
| 1926  | 1939  | 1959  | 1997  | 1998  | 1999  | 2000  |
| ----- | ----- | ----- | ----- | ----- | ----- | ----- |
| 5144  | ↘4134 | ↘4047 | ↘1858 | ↗2027 | ↘1992 | ↘1909 |
| 2001  | 2002  | 2003  | 2004  | 2005  | 2006  | 2007  |
| ↘1778 | ↗1790 | ↘1747 | ↘1719 | ↗1751 | ↘1724 | ↘1687 |
| 2008  | 2009  | 2010  | 2011  | 2012  | 2013  |       |
| ↘1647 | ↘1551 | ↘1381 | ↗1398 | ↘1363 | ↘1349 |       |

Согласно результатам переписи 2002 года, в национальной структуре населения русские составляли 94 %.